# Skip (Einheit)
Skip, auch Schip, war ein Flächenmaß im Schleswig-Holsteiner Gebiet  Angeln. Da der Begriff Scheffel bedeutet, kann es sich um ein Aussaatmaß gehandelt haben.
- 1 Skip = 5,0456 Ar
- 6 Schip(p) = 144 Quadratruten (andere Orte = 240 Quadratruten) = 1 Heitscheffel